# Mistrovství světa ve fotbale hráčů do 17 let 1993
Mistrovství světa ve fotbale hráčů do 17 let 1993 bylo pátým ročníkem tohoto turnaje. Vítězem se stala nigerijská fotbalová reprezentace do 17 let.

## Kvalifikace
Na turnaj se kvalifikovaly nejlepší týmy z jednotlivých kontinentálních mistrovství.
| - Afrika (CAF) - Ghana - Nigérie - Tunisko - Asie (AFC) - Čína - Katar - Severní, Střední Amerika a Karibik (CONCACAF) - Kanada - Mexiko - USA - Jižní Amerika (CONMEBOL) - Argentina - Chile - Kolumbie |  | - Evropa (UEFA) - Itálie - Polsko - Československo1 - Oceánie (OFC) - Austrálie - Hostitel - Japonsko |

1 Ačkoliv Československo k 31. prosinci 1992 zaniklo, fotbalově se obě země oddělily až od dalšího kvalifikačního cyklu MS do 17 let.

## Základní skupiny

### Skupina A
| Tým      | Z | V | R | P | VG | IG | +/- | B |
| -------- | - | - | - | - | -- | -- | --- | - |
| Ghana    | 3 | 3 | 0 | 0 | 9  | 1  | 8   | 9 |
| Japonsko | 3 | 1 | 1 | 1 | 2  | 2  | 0   | 4 |
| Mexiko   | 3 | 1 | 0 | 2 | 4  | 7  | -3  | 3 |
| Itálie   | 3 | 0 | 1 | 2 | 1  | 6  | -5  | 1 |

| 21. srpna 1993 19:30 |          |          |                                                                     |
| Ghana                | 1:0      | Japonsko | Olympijský stadion, Tokio diváci: 21 300 rozhodčí: Javier Castrilli |
| Fameye 5'            | (Report) |          | Olympijský stadion, Tokio diváci: 21 300 rozhodčí: Javier Castrilli |

| 22. srpna 1993 19:00      |          |           |                                                                             |
| Mexiko                    | 2:1      | Itálie    | Universiade Memorial Stadium, Kóbe diváci: 2 000 rozhodčí: John Toro Rendón |
| Santa Cruz 38' Garcia 69' | (Report) | Totti 57' | Universiade Memorial Stadium, Kóbe diváci: 2 000 rozhodčí: John Toro Rendón |

| 24. srpna 1993 17:00              |          |                |                                                                         |
| Ghana                             | 4:1      | Mexiko         | Universiade Memorial Stadium, Kóbe diváci: 9 000 rozhodčí: Eric Blareau |
| Dadzie 38', 62' Addo 52' Duah 77' | (Report) | Santa Cruz 56' | Universiade Memorial Stadium, Kóbe diváci: 9 000 rozhodčí: Eric Blareau |

| 24. srpna 1993 19:00 |          |        |                                                                                |
| Japonsko             | 0:0      | Itálie | Universiade Memorial Stadium, Kóbe diváci: 9 000 rozhodčí: Jean-Fidèle Diramba |
|                      | (Report) |        | Universiade Memorial Stadium, Kóbe diváci: 9 000 rozhodčí: Jean-Fidèle Diramba |

| 26. srpna 1993 17:00                    |          |        |                                                                             |
| Ghana                                   | 4:0      | Itálie | Universiade Memorial Stadium, Kóbe diváci: 7 500 rozhodčí: John Toro Rendón |
| Duah 22' Addo 29' Fameye 32' Dadzie 71' | (Report) |        | Universiade Memorial Stadium, Kóbe diváci: 7 500 rozhodčí: John Toro Rendón |

| 26. srpna 1993 19:00     |          |           |                                                                             |
| Japonsko                 | 2:1      | Mexiko    | Universiade Memorial Stadium, Kóbe diváci: 7 500 rozhodčí: Javier Castrilli |
| Funakoshi 6' Matsuda 58' | (Report) | Garcia 7' | Universiade Memorial Stadium, Kóbe diváci: 7 500 rozhodčí: Javier Castrilli |

### Skupina B
| Tým       | Z | V | R | P | VG | IG | +/- | B |
| --------- | - | - | - | - | -- | -- | --- | - |
| Nigérie   | 3 | 3 | 0 | 0 | 14 | 0  | 14  | 9 |
| Austrálie | 3 | 1 | 1 | 1 | 7  | 4  | 3   | 4 |
| Argentina | 3 | 1 | 1 | 1 | 7  | 6  | 1   | 4 |
| Kanada    | 3 | 0 | 0 | 3 | 0  | 18 | -18 | 0 |

| 22. srpna 1993 17:00      |          |                        |                                                                      |
| Austrálie                 | 2:2      | Argentina              | Mizuho Athletic Stadium, Nagoja diváci: 7 952 rozhodčí: Anders Frisk |
| Naglieri 6' Ristevski 27' | (Report) | Garcia 34' Biagini 57' | Mizuho Athletic Stadium, Nagoja diváci: 7 952 rozhodčí: Anders Frisk |

| 22. srpna 1993 19:00                                                   |          |        |                                                                                     |
| Nigérie                                                                | 8:0      | Kanada | Mizuho Athletic Stadium, Nagoja diváci: 7 952 rozhodčí: Salvador Imperatore Marcone |
| Kanu 1', 24', 65' (pen.) Anosike 36', 68' Babangida 43', 77' Odini 76' | (Report) |        | Mizuho Athletic Stadium, Nagoja diváci: 7 952 rozhodčí: Salvador Imperatore Marcone |

| 24. srpna 1993 17:00                           |          |        |                                                                       |
| Austrálie                                      | 5:0      | Kanada | Mizuho Athletic Stadium, Nagoja diváci: 6 810 rozhodčí: Sándor Piller |
| Carter 5', 12' Bilokapic 48', 55' Bosevski 68' | (Report) |        | Mizuho Athletic Stadium, Nagoja diváci: 6 810 rozhodčí: Sándor Piller |

| 24. srpna 1993 19:00                |          |           |                                                                      |
| Nigérie                             | 4:0      | Argentina | Mizuho Athletic Stadium, Nagoja diváci: 6 810 rozhodčí: Anders Frisk |
| Oruma 60', 79' Anosike 62' Kanu 66' | (Report) |           | Mizuho Athletic Stadium, Nagoja diváci: 6 810 rozhodčí: Anders Frisk |

| 26. srpna 1993 17:00 |          |           |                                                                                |
| Nigérie              | 2:0      | Austrálie | Gifu Memorial Center, Gifu diváci: 5 732 rozhodčí: Salvador Imperatore Marcone |
| Kanu 51' Oruma 68'   | (Report) |           | Gifu Memorial Center, Gifu diváci: 5 732 rozhodčí: Salvador Imperatore Marcone |

| 26. srpna 1993 19:00                                          |          |        |                                                                  |
| Argentina                                                     | 5:0      | Kanada | Gifu Memorial Center, Gifu diváci: 5 732 rozhodčí: Sándor Piller |
| Vilarino 13' Dominguez 24' Grande 33' Biagini 61' Cantoro 70' | (Report) |        | Gifu Memorial Center, Gifu diváci: 5 732 rozhodčí: Sándor Piller |

### Skupina C
| Tým            | Z | V | R | P | VG | IG | +/- | B |
| -------------- | - | - | - | - | -- | -- | --- | - |
| Československo | 3 | 2 | 1 | 0 | 7  | 3  | 4   | 7 |
| USA            | 3 | 1 | 1 | 1 | 8  | 5  | 3   | 4 |
| Kolumbie       | 3 | 1 | 0 | 2 | 3  | 6  | -3  | 3 |
| Katar          | 3 | 1 | 0 | 2 | 3  | 7  | -4  | 3 |

| 22. srpna 1993 17:00 |          |                    |                                                                               |
| Kolumbie             | 0:2      | Katar              | Nishikyogoku Athletic Stadium, Kjóto diváci: 4 500 rozhodčí: Benito Archundia |
|                      | (Report) | Al-Otaibi 10', 66' | Nishikyogoku Athletic Stadium, Kjóto diváci: 4 500 rozhodčí: Benito Archundia |

| 22. srpna 1993 19:00 |          |                        |                                                                          |
| Československo       | 2:2      | USA                    | Nishikyogoku Athletic Stadium, Kjóto diváci: 4 500 rozhodčí: Alhagi Faye |
| Sionko 37' Ruman 42' | (Report) | Venditti 12' Armas 52' | Nishikyogoku Athletic Stadium, Kjóto diváci: 4 500 rozhodčí: Alhagi Faye |

| 24. srpna 1993 17:00 |          |                          |                                                                                 |
| USA                  | 1:2      | Kolumbie                 | Nishikyogoku Athletic Stadium, Kjóto diváci: 8 200 rozhodčí: José Mendes Pratas |
| Cooks 41'            | (Report) | Ciciliano 24' Madrid 42' | Nishikyogoku Athletic Stadium, Kjóto diváci: 8 200 rozhodčí: José Mendes Pratas |

| 24. srpna 1993 19:00       |          |       |                                                                          |
| Československo             | 2:0      | Katar | Nishikyogoku Athletic Stadium, Kjóto diváci: 8 200 rozhodčí: Alhagi Faye |
| Spánik 8' (pen.) Ruman 78' | (Report) |       | Nishikyogoku Athletic Stadium, Kjóto diváci: 8 200 rozhodčí: Alhagi Faye |

| 26. srpna 1993 17:00            |          |               |                                                                               |
| Československo                  | 3:1      | Kolumbie      | Nishikyogoku Athletic Stadium, Kjóto diváci: 3 700 rozhodčí: Benito Archundia |
| Vápeník 28' Rada 56' Novota 77' | (Report) | Ciciliano 66' | Nishikyogoku Athletic Stadium, Kjóto diváci: 3 700 rozhodčí: Benito Archundia |

| 26. srpna 1993 19:00                       |          |              |                                                                                 |
| USA                                        | 5:1      | Katar        | Nishikyogoku Athletic Stadium, Kjóto diváci: 3 700 rozhodčí: José Mendes Pratas |
| Venditti 13' Moore 14', 47', 53' Cooks 72' | (Report) | Al-Enazi 55' | Nishikyogoku Athletic Stadium, Kjóto diváci: 3 700 rozhodčí: José Mendes Pratas |

### Skupina D
| Tým     | Z | V | R | P | VG | IG | +/- | B |
| ------- | - | - | - | - | -- | -- | --- | - |
| Polsko  | 3 | 2 | 1 | 0 | 8  | 4  | 4   | 7 |
| Chile   | 3 | 1 | 2 | 0 | 7  | 5  | 2   | 5 |
| Tunisko | 3 | 1 | 0 | 2 | 2  | 5  | -3  | 3 |
| Čína    | 3 | 0 | 1 | 2 | 2  | 5  | -3  | 1 |

| 22. srpna 1993 17:00   |          |                           |                                                                |
| Chile                  | 2:2      | Čína                      | Hiroshima Stadium, Hirošima diváci: 1 608 rozhodčí: Brian Hall |
| Neira 62' Rozental 67' | (Report) | Yu Genwei 18' Yao Xia 60' | Hiroshima Stadium, Hirošima diváci: 1 608 rozhodčí: Brian Hall |

| 22. srpna 1993 19:00                          |          |            |                                                                      |
| Polsko                                        | 3:1      | Tunisko    | Hiroshima Stadium, Hirošima diváci: 1 608 rozhodčí: Omer Al-Mehannah |
| Kosztowniak 26' Terlecki 57' Wyczalkowski 79' | (Report) | Arouri 54' | Hiroshima Stadium, Hirošima diváci: 1 608 rozhodčí: Omer Al-Mehannah |

| 24. srpna 1993 17:00 |          |         |                                                                      |
| Chile                | 2:0      | Tunisko | Hiroshima Stadium, Hirošima diváci: 1 503 rozhodčí: Shinichiro Obata |
| Tapia 4' Neira 48'   | (Report) |         | Hiroshima Stadium, Hirošima diváci: 1 503 rozhodčí: Shinichiro Obata |

| 24. srpna 1993 19:00            |          |      |                                                                      |
| Polsko                          | 2:0      | Čína | Hiroshima Stadium, Hirošima diváci: 1 503 rozhodčí: Omer Al-Mehannah |
| Kosztowniak 48' Andruszczak 78' | (Report) |      | Hiroshima Stadium, Hirošima diváci: 1 503 rozhodčí: Omer Al-Mehannah |

| 26. srpna 1993 17:00             |          |                                          |                                                                      |
| Polsko                           | 3:3      | Chile                                    | Hiroshima Stadium, Hirošima diváci: 4 851 rozhodčí: Shinichiro Obata |
| Orlinski 14', 34' Wichniarek 43' | (Report) | Osorio 38' Rozental 61' (pen.) Neira 67' | Hiroshima Stadium, Hirošima diváci: 4 851 rozhodčí: Shinichiro Obata |

| 26. srpna 1993 19:00 |          |      |                                                                  |
| Tunisko              | 1:0      | Čína | Hiroshima Stadium, Hirošima diváci: 4 851 rozhodčí: Eric Blareau |
| Arouri 23'           | (Report) |      | Hiroshima Stadium, Hirošima diváci: 4 851 rozhodčí: Eric Blareau |

## Play off

### Čtvrtfinále
| 29. srpna 1993 19:00 |          |              |                                                                   |
| Nigérie              | 2:1      | Japonsko     | Gifu Memorial Center, Gifu diváci: 19 000 rozhodčí: Sándor Piller |
| Oruma 1' Odini 40'   | (Report) | H.Nakata 56' | Gifu Memorial Center, Gifu diváci: 19 000 rozhodčí: Sándor Piller |

| 29. srpna 1993 19:00                      |          |     |                                                   |
| Polsko                                    | 3:0      | USA | Hirošima diváci: 2 854 rozhodčí: John Toro Rendón |
| Terlecki 39' Kosztowniak 59' Maghiera 80' | (Report) |     | Hirošima diváci: 2 854 rozhodčí: John Toro Rendón |

| 29. srpna 1993 19:00 |              |           |                                                                              |
| Ghana                | 1:0 (prodl.) | Austrálie | Universiade Memorial Stadium, Kóbe diváci: 10 000 rozhodčí: Benito Archundia |
| Addo 92'             | (Report)     |           | Universiade Memorial Stadium, Kóbe diváci: 10 000 rozhodčí: Benito Archundia |

| 29. srpna 1993 19:00 |          |                                              |                                                                       |
| Československo       | 1:4      | Chile                                        | Stade Nishikyogoku, Kjóto diváci: 7 500 rozhodčí: Jean-Fidèle Diramba |
| Ruman 40'            | (Report) | Rozental 11' (pen.) Tapia 31' Neira 65', 66' | Stade Nishikyogoku, Kjóto diváci: 7 500 rozhodčí: Jean-Fidèle Diramba |

### Semifinále
| 1. září 1993 19:00            |          |       |                                                                |
| Ghana                         | 3:0      | Chile | Olympijský stadion, Tokio diváci: 7 500 rozhodčí: Anders Frisk |
| Fameye 29' Armah 48' Duah 80' | (Report) |       | Olympijský stadion, Tokio diváci: 7 500 rozhodčí: Anders Frisk |

| 1. září 1993 19:00    |          |                |                                                   |
| Nigérie               | 2:1      | Polsko         | Hirošima diváci: 2 500 rozhodčí: Benito Archundia |
| Oruma 52' Anosike 57' | (Report) | Szymkowiak 79' | Hirošima diváci: 2 500 rozhodčí: Benito Archundia |

### O 3. místo
| 3. září 1993 16:30 |                         |                     |                                                                     |
| Polsko             | 1:1 (prodl.) 2:4 (pen.) | Chile               | Olympijský stadion, Tokio diváci: 15 000 rozhodčí: Omer Al-Mehannah |
| Poli 26' (vl.)     | (Report)                | Rozental 77' (pen.) | Olympijský stadion, Tokio diváci: 15 000 rozhodčí: Omer Al-Mehannah |

### Finále
| 4. září 1993 16:30   |          |            |                                                                     |
| Nigérie              | 2:1      | Ghana      | Olympijský stadion, Tokio diváci: 22 000 rozhodčí: Javier Castrilli |
| Oruma 3' Anosike 75' | (Report) | Fameye 80' | Olympijský stadion, Tokio diváci: 22 000 rozhodčí: Javier Castrilli |